# Hölminge
Hölminge är ett fritidshusområde vid sjön Bolmens östra strand. Från 2015 avgränsar SCB här en småort.